# Thyridia
Genre
Thyridia est un genre d'insectes lépidoptères appartenant à la famille des Nymphalidae et à la sous-famille des Danainae qui ne comprend qu'une seule espèce Thyridia psidii.

## Dénomination
Le genre Thyridia a été nommé par Jacob Hübner en 1816.
Synonymes: Xanthocleis Boisduval, 1870; Aprotopus Kirby, 1871; Aprotopos Kirby, 1871. 

## Espèce
Thyridia psidii (Linnaeus, 1758) qui réside en Amérique centrale et Amérique du Sud.